# 양조주

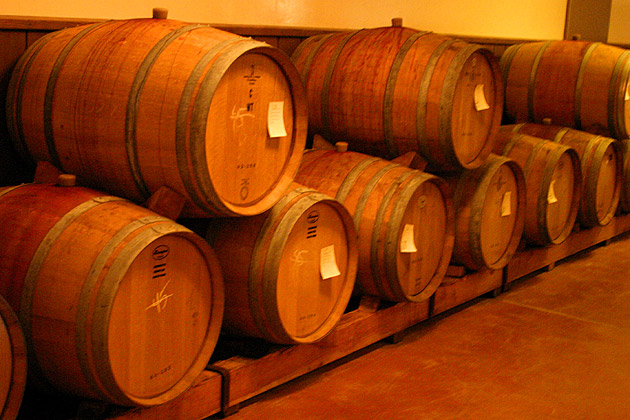
양조주인 와인

양조주(釀造酒, 영어: fermented liquor) 또는 발효주(醱酵酒)는 과일에 함유되어 있는 과당을 발효시키거나, 곡물 중에 함유되어 있는 전분을 당화시켜 효모의 작용을 통해 1차 발효시켜 만든 알코올성 음료이다.